# Stazione di Botteghelle
Stazione di Botteghelle vasútállomás Olaszországban, Nápoly településen.

## Vasútvonalak
Az állomást az alábbi vasútvonalak érintik:
- Nápoly–Nola–Baiano-vasútvonal
- Botteghelle–San Giorgio a Cremano-vasútvonal

## Kapcsolódó állomások
A vasútállomáshoz az alábbi állomások vannak a legközelebb:
- Stazione di Volla
- Stazione di Poggioreale
- Stazione di Madonnelle